# Albrecht Bemmann
Albrecht Arndt Bemmann (* 27. März 1949 in Schweikershain, heute Ortsteil von Erlau in Sachsen) ist ein deutscher Forstwissenschaftler.

## Ausbildung und Berufstätigkeit
In Bad Doberan legte Bemmann das Abitur ab und erhielt eine Ausbildung zum Forstfacharbeiter. Es folgte von 1970 bis 1974 ein Studium der Forstwirtschaft an der Technischen Universität Dresden mit Abschluss als Diplom-Forstingenieur. Nach seiner Aspirantur in der Sowjetunion an der Forsttechnischen Akademie Leningrad ab 1974 erhielt er 1977 den Grad eines Doktors der Forstwissenschaft, Dr. rer. silv.; Thema der Dissertation war die Holzzerstörungsaktivität von Fichtenporlingen.
Zurück in der Deutschen Demokratischen Republik koordinierte Bemmann die Beziehungen zwischen Forstwirtschaft und Industrie, 1978 zunächst für die Landwirtschaftsausstellung in Markkleeberg, 1979 in Ost-Berlin im Ministerium für Land-, Forst- und Nahrungsgüterwirtschaft, bevor er 1980 wieder zurück in die Sowjetunion ging, um in Moskau Koordinator für Forstwirtschaft der Mitgliedsstaaten im Sekretariat des Rates für gegenseitige Wirtschaftshilfe (RGW) zu werden.
1984 wurde Albrecht Bemmann Wissenschaftlicher Assistent an seiner Alma Mater in Dresden; seine Habilitierung im Fachgebiet Forstnutzung erreichte er 1986, seine Habilitationsschrift trug den Titel Die Forst- und Holzwirtschaft der UdSSR – Entwicklung, Stand und Perspektiven. Nach zwei Jahren der Dozententätigkeit wurde Bemmann 1988 zum ordentlichen Professor für Forstnutzung an der TU Dresden berufen, 1994 wurde er Professor für Forst- und Holzwirtschaft Osteuropas und danach zeitweise Direktor des Institutes für Internationale Forst- und Holzwirtschaft bei der Fachrichtung Forstwissenschaften der TU Dresden in Tharandt.
Seit 2014 befindet sich Bemmann im Ruhestand. Seine Lehr- und Forschungstätigkeit führte er als Seniorprofessor bis Ende 2020 fort.

## Forschungs- und Lehrgebiete
- Geografie der Holzwirtschaft
- Veränderungen der Eigentumsverhältnisse in der Forst- und Holzwirtschaft und deren Auswirkungen[3]
- Holzwirtschaft im gesamtwirtschaftlichen System und internationaler Holzmarkt
- Anlage und Nutzung von Baumplantagen, energetische Nutzung von Biomasse

Die Entwicklung der Forst- und Holzwirtschaft mittel- und osteuropäischer Staaten hat Bemmann in internationalen Kooperationsprojekten zusammen mit Bildungs- und Forschungseinrichtungen dieser Länder wissenschaftlich untersucht. Von besonderer Bedeutung waren dabei die Verbindungen Bemmanns zur Staatlichen Forsttechnischen Universität in Sankt Petersburg und zur Landwirtschaftlichen Universität Litauens in Kaunas.

## Mitgliedschaften und Ehrungen
- Ausländisches Mitglied der Akademie der Landwirtschaftswissenschaften der Russischen Föderation
- Ehrendoktor der Forsttechnischen Akademie Sankt Petersburg, 2003
- Ehrendoktor der Landwirtschaftlichen Universität Litauens, 2010